# Sós Tamás
Sós Tamás (Eger, 1954. április 5. –) 2002-től országgyűlési képviselő.
Sós Tamás alapító tagja volt az MSZP-nek 1989-ben. Az MSZMP tagja volt. Eger városának vezetőségébe tartozott már az 1990-es évek elején. 1996-tól az MSZP Heves megyei területi szövetségének elnöke. Az Országgyűlés Önkormányzati és Területfejlesztési Bizottság tagja. Tagja még a nemzeti Szakképzési és Felnőttképzési Tanács és a Regionális Fejlesztési Képzési Bizottságnak. 1999-től társelnöke az Északkelet-Magyarországi Területfejlesztési Programrégió és most az Észak-magyarországi Regionális Fejlesztési Tanácsának. 1977-től a Heves Megyei Sakkszövetség elnöke. Történelemtanári diplomáját az Eszterházy Károly Főiskolán szerezte meg. KTI biztosítási szakértői szakközgazdász lett a Budapesti Közgazdaságtudományi Egyetemen 1997-ben. 1986-ban Ho Si Minh Tanárképző Főiskolán kapott diplomát. PhD képzésben vett részt az ELTE-n. Neveléstudományokból 2010-ben szerezte meg doktori (PhD) fokozatát. A doktori fokozatot 2014-ben az egyetem Doktori Tanácsa - mivel a dolgozatba idézési normáknak nem megfelelően kerültek be vendégszövegek - visszavonta.

## Munkahelyek
1971-től dolgozott a Vilati Egri Gyárban, dolgozott a Heves megyei KISZ Bizottságban. A Bornemissza Gergely Ipari Szakképzési Intézetben volt pedagógus. 1992-től 1998-ig az Európa-Gan Biztosító Rt., OTP Garancia, a Hungária Biztosító Heves megyei igazgatója volt. 2002-ben lett országgyűlési képviselő.

## Külső hivatkozások
- Sós Tamás hivatalos weblapja
- Adatlapja az MSZP honlapján
- Sós Tamás képviselő
- Sós Tamás: parlament.hu